# Conus marmorata
Conus marmorata é uma espécie de gastrópode do gênero Conus, pertencente a família Conidae.